# Corythalia obsoleta
Corythalia obsoleta är en spindelart som beskrevs av Banks 1929. Corythalia obsoleta ingår i släktet Corythalia och familjen hoppspindlar. Inga underarter finns listade i Catalogue of Life.